# دهستان مارگون
دهستان مارگون، یکی از دهستان‌های بخش مرکزی شهرستان مارگون در استان کهگیلویه و بویراحمد ایران است. مرکز این دهستان، شهر مارگون است.

## جمعیت
بر پایه سرشماری عمومی نفوس و مسکن در سال ۱۳۹۵، جمعیت دهستان مارگون برابر با ۴٬۹۴۶ نفر بوده است.